# Discographie de Above and Beyond
 (décembre 2022).
La discographie de Above & Beyond, un groupe de trance britannique formé en 2000, composé de Jonathan Grant, plus connu sous le nom de Jono Grant, de Tony McGuinness et de Paavo Siljamäki, contient notamment cinq albums studio et cinquante-quatre singles. Ils sont propriétaires de deux labels, Anjunabeats et Anjunadeep. Ils animent une émission radio chaque vendredi soir, Group Therapy. Le trio est classé en 2014 à la vingt-cinquième dans le DJ Mag Top 100 annuel.

## Albums studio

### Albums remixés
- 2007 Tri-State Remixed
- 2009 Sirens Of The Sea Remixed (en tant qu'Above & Beyond Presents OceanLab)
- 2021 10 Years of Group Therapy

## Compilations
Le groupe sort également des albums de compilations, la série des Anjunabeats Volumes, au rythme d'un par année. Ceux-ci sont composés principalement de morceaux sortis sur les  deux labels du groupe, Anjunabeats et Anjunadeep. Ces compilations sont particulièrement attendues, car elles définissent l'orientation musicale du label Anjunabeats, et que les morceaux qui les composent sont pour la plupart des exclusivités.

### Compilations Anjunabeats
- 2003 - Anjunabeats Volume One
- 2004 - Anjunabeats Volume Two
- 2005 - Anjunabeats Volume Three
- 2006 - Anjunabeats Volume Four
- 2007 - Anjunabeats Volume Five
- 2008 - Anjunabeats 100 + From Goa To Rio
- 2008 - Anjunabeats Volume 6
- 2009 - Anjunabeats Volume 7
- 2010 - Anjunabeats Volume 8
- 2011 - 10 Years Of Anjunabeats
- 2011 - Anjunabeats Volume 9
- 2013 - Anjunabeats Volume 10
- 2014 - Anjunabeats Volume 11
- 2015 - Anjunabeats Volume 12
- 2017 - Anjunabeats Volume 13
- 2018 - Acoustic - Live At The Hollywood Bowl
- 2019 - Anjunabeats Volume 14
- 2020 - Anjunabeats Volume 15
- 2022 - Anjunabeats Volume 16

### Compilations Anjunadeep
- 2008 - Anjunadeep 01

### Compilations digitales
- 2006 - Melodic Trance 01
- 2007 - Deep Trance 02
- 2007 - Melodic Trance 02
- 2007 - Melodic Trance Three
- 2007 - Melodic Trance 04
- 2008 - Melodic Trance 05

### Compilations sur des labels externes
- 2004 – Laser-Kissed Trance
- 2008 – Summer Top DJ's 08/2
- 2009 – Trance Nation – Mixed by Above & Beyond
- 2010 – AX Music Series Volume 15 - Mixed by Above & Beyond: Utopia
- 2011 – Cream Ibiza Sunrise
- 2012 – Cream Ibiza
- 2012 – United Colours of Anjunabeats

## Singles

### Above and Beyond
- 2002 en musique|2002 – Far From In Love (avec Kate Cameron)[2]
- 2004 en musique|2004 – No One On Earth (avec Zoë Johnston)[3]
- 2005 en musique|2005 – Air For Life (avec Andy Moor)[4]
- 2006 en musique|2006 – Alone Tonight (avec Richard Bedford)[5]
- 2006 en musique|2006 – Can't Sleep (avec Ashley Tomberlin)[6]
- 2007 en musique|2007 – Good For Me (avec Zoë Johnston)[7]
- 2007 en musique|2007 – Home (avec Hannah Thomas)[8]
- 2009 en musique|2009 – Anjunabeach[9]
- 2010 en musique|2010 – Anphonic (avec Kyau & Albert)[10]
- 2011 en musique|2011 – Sun & Moon (avec Richard Bedford)[11]
- 2011 en musique|2011 – Thing Called Love (avec Richard Bedford)[12]
- 2011 en musique|2011 – You Got To Go (avec Zoë Johnston)[13]
- 2011 en musique|2011 – Sea Lo Que Sea Será (avec Miguel Bosé)[14]
- 2011 en musique|2011 – Formula Rossa[15]
- 2011 en musique|2011 – Every Little Beat (avec Richard Bedford)[16]
- 2012 – Small Moments[17]
- 2012 – Love Is Not Enough (avec Zoë Johnston)[18]
- 2012 – On My Way To Heaven (avec Richard Bedford)[19]
- 2012 – Alchemy (avec Zoë Johnston)[20]
- 2012 – Tokyo[21]
- 2012 – Black Room Boy (avec Richard Bedford)[22]
- 2013 en musique|2013 – Walter White[23]
- 2013 en musique|2013 – Mariana Trench[24]
- 2014 en musique|2014 – Hello[25]
- 2014 en musique|2014 - You Got To Believe (avec Arty et Zoë Johnston)
- 2014 en musique|2014 – Sticky Fingers (avec Alex Vargas)
- 2014 en musique|2014 – Blue Sky Action (avec Alex Vargas)
- 2014 en musique|2014 – We're All We Need (avec Zoë Johnston)

### OceanLab
- 2001 en musique|2001 – Clear Blue Water[26]
- 2002 en musique|2002 – Sky Falls Down[27]
- 2003 en musique|2003 – Beautiful Together[28]
- 2004 en musique|2004 – Satellite
- 2008 en musique|2008 – Sirens Of The Sea[29]
- 2008 en musique|2008 – Miracle
- 2008 en musique|2008 – Breaking Ties[30]
- 2009 en musique|2009 – On A Good Day[31]
- 2009 en musique|2009 – Lonely Girl[32]
- 2010 en musique|2010 – If I Could Fly On The Surface (avec Mike Shiver)[33]
- 2010 en musique|2010 – On A Good Day (Metropolis) (avec Gareth Emery)[34]

### Anjunabeats
Ne pas confondre Anjunabeats, le nom initial d'Above & Beyond, et Anjunabeats, le nom de leur label.
- 2000 en musique|2000 – Volume One[35]

### Tranquility Base
- 2001 en musique|2001 – Razorfish[36]
- 2004 en musique|2004 – Surrender[37]
- 2005 en musique|2005 – Getting Away[38]
- 2007 en musique|2007 – Oceanic[39]
- 2008 en musique|2008 – Buzz[40]
- 2009 en musique|2009 – Buzz (Buzztalk Mix)[41]

### Dirts Devils
- 2000 en musique|2000 – Disco Fans
- 2000 en musique|2000 – The Drill
- 2003 en musique|2003 – Music Is Life

### Free State
- 2000 en musique|2000 – Different Ways
- 2001 en musique|2001 – Release

### Rollerball
- 2003 en musique|2003 – Albinoni

### Tongue of God
- 2001 en musique|2001 – Tongue of God

### Zed-X
- 2003 en musique|2003 – The Storm

## Remix
Tous les morceaux ci-dessous ont été remixés par Above & Beyond ou leurs différents alias. Lorsque le groupe a choisi une dénomination particulière pour le remix, celle-ci a été laissée.

### Above and Beyond
- 2000 – Chakra - Home
- 2000 – Aurora (en) - Ordinary World
- 2000 – Fragma - Everytime You Need Me
- 2000 – Adamski - In The City
- 2001 – OceanLab - Clear Blue Water (Above & Beyond Progressive Mix)
- 2001 – Tranquility Base - Razorfish (Above & Beyond Bangin Mix)
- 2001 – Armin van Buuren presents Perpetuous Dreamer - The Sound Of Goodbye
- 2001 – Anjunabeats - Volume One (Above & Beyond Remix)
- 2001 – Ayumi Hamasaki - M (Above & Beyond Typhoon Dub Mix)
- 2001 – The Mystery - Mystery
- 2001 – Three Drives On A Vinyl - Sunset On Ibiza
- 2001 – Dario G - Dream To Me
- 2001 – Delerium - Underwater (Above & Beyond's 21st Century Mix)
- 2001 – Madonna - What It Feels Like For A Girl (Above & Beyond 12" Club Mix)
- 2002 – Catch - Walk On Water
- 2002 – Every Little Thing - Face The Change (Dirt Devils vs. Above & Beyond Remix)
- 2002 – Vivian Green - Emotional Rollercoaster
- 2003 – Billie Ray Martin - Honey
- 2003 – Rollerball - Albinoni
- 2003 – Smith & Pledger vs. Matt Hardwick - Day One (Above & Beyond's Big Room Mix)
- 2003 – Motorcycle - As The Rush Comes (Above & Beyond's Dynaglide Mix)
- 2003 – Tomcraft - Loneliness
- 2003 – Exile - Your Eyes Only
- 2003 – Matt Hardwick vs. Smith & Pledger - Day One (Above & Beyond's Big Room Mix)
- 2003 – Rusch & Murray - Epic
- 2003 – Madonna - Nobody Knows Me
- 2003 – OceanLab - Satellite
- 2004 – Britney Spears - Everytime
- 2004 – Chakra - I Am
- 2004 – Dido - Sand In My Shoes (Above & Beyond's UV Mix)
- 2004 – Delerium - Silence (Above & Beyond's 21st Century Remix)
- 2005 – Ferry Corsten & Shelley Harland - Holding On
- 2006 – Cara Dillon vs. 2Devine - Black Is The Colour (Above & Beyond's Divine Intervention Remix)
- 2007 – Adam Nickey - Never Gone (Above & Beyond Respray)
- 2007 – DT8 Project - Destination
- 2007 – Purple Mood - One Night In Tokyo
- 2008 – Radiohead - Reckoner
- 2008 – OceanLab - Sirens Of The Sea (Above & Beyond Club Mix)
- 2008 – OceanLab - Miracle (Above & Beyond Club Mix)
- 2009 – Dirty Vegas - Tonight
- 2010 – Miguel Bosé - Por Ti
- 2012 – Kaskade avec Skylar Grey - Room For Happiness
- 2013 – Delerium - Underwater (Above & Beyond vs. Myon & Shane54 Remix)
- 2013 – New Order - Blue Monday
- 2013 – Ilan Bluestone & Jerome Isma-Ae - Under My Skin (Above & Beyond's 80s Revival Rework)

### Dirt Devils
- 2000 – Free State - Different Ways
- 2000 – The Croydon Dub Heads - Your Lying
- 2001 – Free State - Release (Dirt Devils Rumpus Dub)
- 2001 – Anjunabeats - Volume One (Free State vs. Dirt Devils Remix)
- 2002 – Modulation - Darkstar
- 2002 – Every Little Thing - Face The Change (Dirt Devils vs. Above & Beyond Remix)
- 2002 – Day After Tomorrow - Faraway (Dirt Devils 12" Mix)
- 2002 – Matt Cassar presents Most Wanted - Seven Days And One Week
- 2002 – Future Breeze - Temple Of Dreams
- 2003 – Ayumi Hamasaki - Voyage

### Free State
- 2000 – 4 Strings - Day Time (Free State Vocal Mix)
- 2000 – Icebreaker International - Port of Yokohama (The Free State YFZ Mix)
- 2000 – The Croydon Dub Heads - Your Lying (Free State Remix)
- 2001 – Anjunabeats - Volume One (Free State vs. Dirt Devils Remix)

### OceanLab
- 2001 – Teaser - When Love Breaks Down (OceanLab Mix)
- 2002 – Ascension - For a Lifetime (OceanLab Remix)